# Кашмирска долина
Кашмирската долина e междупланинска долина в Северозападна Индия, разположена между Големите Хималаи на североизток и хребета Пир Панджал (съставна част на Малките Хималаи) на югозапад. Дължината ѝ от северозапад на югоизток е 135 km, ширината ѝ е 32 km, надморската височина на дъното е 1600 m. В долината има множество малки езера, като най-голямото е Вулар. По цялото ѝ протежение от югоизток на северозапад протича река Джелам (десен приток на Чинаб, от басейна на Инд), която е плавателна за плитко газещи малки съдове. Средната януарска температура в района е -1°С, средната юлска – 22 – 23°С. Годишната сума на валежите е около 1000 mm. Естествената растителност е представена от широколистни гори, съставени от дъб, клен и ясен, а по периферните склонове – от иглолистни гори. Долината е гъсто населена, като основният поминък на населението е земеделието – отглежда се ориз и се развива овощарството и климатичния туризъм. Най-големите населени места са градовете Шринагар, Барамула, Сопур, Анантнаг и др.